# Adirondack Bank Center
Adirondack Bank Center je víceúčelová aréna nacházející se v Utice ve státě New York v USA. Otevření proběhlo v roce 1960. Aréna je domovským stadionem týmu AHL Utica Comets, který je farmou týmu NHL New Jersey Devils. 
V roce 1977 byl stadion jedním z míst natáčení filmu Slap Shot s Paulem Newmanem. V roce 2017 byla podepsána desetiletá smlouva s místní bankou Adirondack Bank, hlavního sponzora modernizace, na změnu jména z Utica Memorial Auditorium na Adirondack Bank Center. 
Navzdory svému stáří byl stadion oceněn v několika národních soutěžích jako jeden z nejlepších hokejových stadionů v USA.  